# Mikołaj Różyński
Mikołaj Różyński herbu Ogończyk (zm. w 1599 roku) – sędzia ziemski inowrocławski w latach 1586–1598, podsędek inowrocławski w latach 1577–1586.
Poseł województwa inowrocławskiego na sejm lubelski 1566 roku, poseł województwa inowrocławskiego na sejm 1578 roku, poseł na sejm konwokacyjny 1587 roku, podpisał akt konfederacji generalnej, poseł na sejm inkwizycyjny 1592 roku.
Był wyznawcą kalwinizmu.